# Zemský okres Tirschenreuth
Zemský okres Tirschenreuth (německy Landkreis Tirschenreuth) je okresem v bavorském vládním obvodě Horní Falc. Jeho centrem je město Tirschenreuth. Sousedí s Českou republikou. Okresy Neustadt an der Waldnaab a Tirschenreuth, jakož i město Weiden in der Oberpfalz tvoří severní oblast vládního obvodu Horní Falce. Okres je členem spolku metropolitní oblasti Norimberk.

## Geografie

### Poloha
Krajina okresu Tirschenreuth je známá četnými rybníky v údolích a sníženách a smrkové lesy na horách. Téměř polovina oblasti je pokryta lesy. Na západě a severu okresu se tyčí pohoří Steinwald a Kohlwald patřícího k Smrčinám. Na jihozápadě je Hessenreuther Wald, na východě a jihovýchodě hradba Českého lesa.
Nejvyššími nadmořskými výškami ve Steinwaldu oplývá Platte (946 m) a Plößberg (820 m) a v Českém lese Entenbühl (901 m) a Steinberg (802 m).
Největší řeky jsou Waldnaab a Fichtelnaab. Krajina je také napájena řadou potoků, například Wondreb, Muglbach, Seibertsbach, Sauerbach a Kössein.

### Sousední okresy
Na severu hraničí okres proti směru hodinových ručiček okresy Wunsiedel ve Fichtelgebirge, Bayreuth a Neustadt an der Waldnaab. Na východě hraničí s českými kraji Plzeňským a Karlovarským.
| Růžice kompasu |          | Wunsiedel im Fichtelgebirge | Karlovarský kraj | Růžice kompasu |
| Růžice kompasu | Bayreuth | Sever                       |                  | Růžice kompasu |
| Růžice kompasu | Bayreuth | Zemský okres Tirschenreuth  |                  | Růžice kompasu |
| Růžice kompasu | Bayreuth | Jih                         |                  | Růžice kompasu |
| Růžice kompasu |          | Neustadt an der Waldnaab    | Plzeňský kraj    | Růžice kompasu |

## Města a obce
| Města | Obce |
| --- | --- |
| 1. Bärnau 2. Erbendorf 3. Kemnath 4. Mitterteich 5. Tirschenreuth 6. Waldershof 7. Waldsassen Obce s tržním právem (Markt) 1. Falkenberg 2. Fuchsmühl 3. Konnersreuth 4. Mähring 5. Neualbenreuth 6. Plössberg 7. Wiesau | 1. Brand 2. Ebnath 3. Friedenfels 4. Immenreuth 5. Kastl 6. Krummennaab 7. Kulmain 8. Leonberg 9. Neusorg 10. Pechbrunn 11. Pullenreuth 12. Reuth bei Erbendorf |

## Ekonomika a infrastruktura
V Atlasu pro budoucnost z roku 2016 byl okres Tirschenreuth zařazen na 233. místo ze 402 okresů, městských sdružení a nezávislých měst v Německu, což z něj činí jeden z regionů s „vyváženou kombinací rizik a příležitostí“ pro budoucnost.
Okres byl a je známý svým porcelánovým a sklářským průmyslem, který se nacházel v Mitterteichu, Tirschenreuthu, Erbendorfu, Waldershofu a Krummennaabu. Dva z posledních zbývajících výrobců porcelánu jsou Falkenporzellan v Bärnau a Tirschenreuth Porzellan. Sklářský průmysl existuje již pouze ve Waldsassenu a Mitterteichu. Waldsassener Glashütte Lamberts je jediným výrobcem ručně foukaného plochého skla v Německu a dodává jej do celého světa. Schott AG v Mitterteichu je významným výrobcem skleněných trubic pro solární tepelnou energii a největší průmyslovým podnikem v okrese.
Ve Waldsassenu je také cihelna Waldsassen AG Hart Keramik; textilní průmysl je zastoupen ve Wiesau a ve společnosti Hatico Mode GmbH v Tirschenreuthu. Knoflíkářský průmysl se vyvinul v Bärnau na začátku 20. století, ale v 90. letech 20. století téměř úplně zmizel. Jednou z nejznámějších společností v okrese je Hamm AG v Tirschenreuthu. Jedná se o nejstaršího dosud vyrábějícího výrobce silničních válců v Německu. Ve Wiesau probíhá zpracování plastů ve Wiesauplastu, dále ve Waldsassenu, Tirschenreuthu, Plößbergu a Immenreuthu, průmysl obráběcích strojů ve městech Waldershof a Kemnath (Siemens Sector Healthcare). Ziegler Holzindustrie a Liebensteiner Kartonagenwerk jsou další společnosti z jiných odvětví hospodářství se sídlem v Plößbergu.
Opomenut nesmí zůstat ani chov ryb a rybolov. 900 rybářských společností spravuje celkem více než 4 000 rybníků. Většina z nich jsou majetkem hobby rybářských sdružení, která každá obhospodařují zhruba tři až čtyři hektary plochy rybníka. Asi 2 800 hektarů sdílí 50 větších farem; desítka těch největších chová výhradně kapry a pstruhy k potravinářskému zpracování.

## Doprava
Centrálním uzlem železniční dopravy je stanice Wiesau, nacházející se na hlavní trati Weiden-Mitterteich. Otevřela ji v roce 1864 společností AG der Bayerische Ostbahnen, v roce 1865 s ní byl propojen český Cheb a střední Německo. O rok dříve už Ostbahn vytvořil spojení s Bayreuthem z Weidenu, stanice byla umístěna v bývalém okresním městě Kemnath. Druhé vlakové nádraží s regionální expresní zastávkou je Waldershof na severu okresu se spoji do Norimberku, Bayreuthu a sousedního města Marktredwitz.
V roce 1872 byla přidáno spojení Wiesau - Tirschenreuth. To bylo rozšířeno v roce 1903 bavorskými státními železnicemi až do Bärnau. Hlavní linka Schnabelwaid - Marktredwitz, kterou tato společnost také otevřela v roce 1878, propojila stanice Waldershof a Neusorg na severozápadě okresu. Od roku 1890 odtud vedla odbočka do Fichtelbergu.
Význam železničního uzlu ve Wiesau vzrostl, když se v roce 1882 připojila trať z Marktredwitzu. To umožnilo cestování ze Saska do Bavorska vlakem bez nutnosti překročení rakouského území u Chebu. Jižně od Wiesau na vlakové nádraží Reuth byla připojena 1909 lokální dráha do města Erbendorf, a také vlečka do Friedenfelsu.

## Kultura a památky

### Muzea
- Mezi nejvýznamnější muzea v okrese patří Stiftland Museum ve Waldsassenu, Oberpfälzer Fischereimuseum v Tirschenreuthu a Německé muzeum knoflíků v Bärnau.
- Hornické a lokální historické muzeum v Erbendorfu ukazuje exponáty z historie regionálního hornictví a z geologické a hospodářské minulosti města Erbendorf. Od ledna 2010 poskytuje pohled do historie porcelánu v regionu Mitterteichské muzeum porcelánu, skla a řemesel.
- Dalšími institucemi jsou Muzeum minerálů v Mähringu, Sklářská tavicí pec a Muzeum skla v Plößbergu, Muzeum místní historie a ručních zbraní v Kemnathu a Místní muzeum v Tirschenreuthu.
- 1. srpna 2011 byl otevřen také historický park Bärnau-Tachov, kde je možné se dozvědět o historii osídlení a o každodenním životě v 9. až 14. století.

### Pamětihodnosti
- Kolegiátní bazilika ve Waldsassenu
- Kaple nejsvětější trojice nedaleko Waldsassenu
- Kaplička poblíž Bad Neualbenreuthu
- Knihovna opatství ve Waldsassenu
- Farní kostel Nanebevzetí Panny Marie v Erbendorfu
- Lázně Sibyllenbad
- Chebské hrázděné domy (Bad Neualbenreuth)
- Chebské hrázděné domy (Mähring)
- Hrad Falkenberg
- Zříceniny hradu Waldeck
- Hrad Hardeck, bývalé letní sídlo opatů z Waldsassenu
- Rodný dům skladatele Maxe Regera (Brand)
- Zámek Grötschenreuth
- Hamerský zámeček Hopfau
- Lesní hřbitov pánů z Notthafftu (Friedenfels)
- Barokní poutní kostel panny Marie pomocné (Fuchsmühl)
- Barokní kostel Všech svatých (Wernersreuth)
- Zámek Trevesenhammer (Pullenreuth)
- Zámek Reuth (Reuth bei Erbendorf)
- Zámek Fockenfeld poblíž Konnersreuthu
- Farní kostel Nanebevzetí Panny Marie (Tirschenreuth)
- Tržní náměstí Tirschenreuthu s radnicí
- Rybářský dvůr s kamenným mostem Fischhofbrücke (Tirschenreuth)
- Barokní kostel sv. Jakuba (Marchaney)
- Freska Tanec smrti ve Wondrebu
- Rozhledna Grenzlandturm v Bärnau
- Rozhledna Oberpfalzturm věž

### Přírodní památky
- Sopečný kužel poblíž Kemnathu
- Údolí řeky Waldnaab
- Kapří rezervace Tirschenreuther Teichpfanne
- Přírodní park Steinwald (skalní bašty, ruiny hradu Weißenstein)
- Přírodní park Oberpfalzer Wald
- Přehrada Liebenstein poblíž Plößbergu